# Dohalice
Dohalice település Csehországban, a Hradec Králové-i járásban. Dohalice Čistěves, Mžany, Mokrovousy, Sadová és Všestary településekkel határos. Lakosainak száma 440 fő (2024. január 1.).

## Népesség
A település lakosságának változását az alábbi diagram mutatja:
| Lakosok száma | 657  | 667  | 722  | 449  | 353  | 419  | 465  | 472  | 435  | 440  |
|               | 1869 | 1890 | 1921 | 1950 | 1980 | 2001 | 2017 | 2019 | 2022 | 2024 |